# Literaturhaus Henndorf

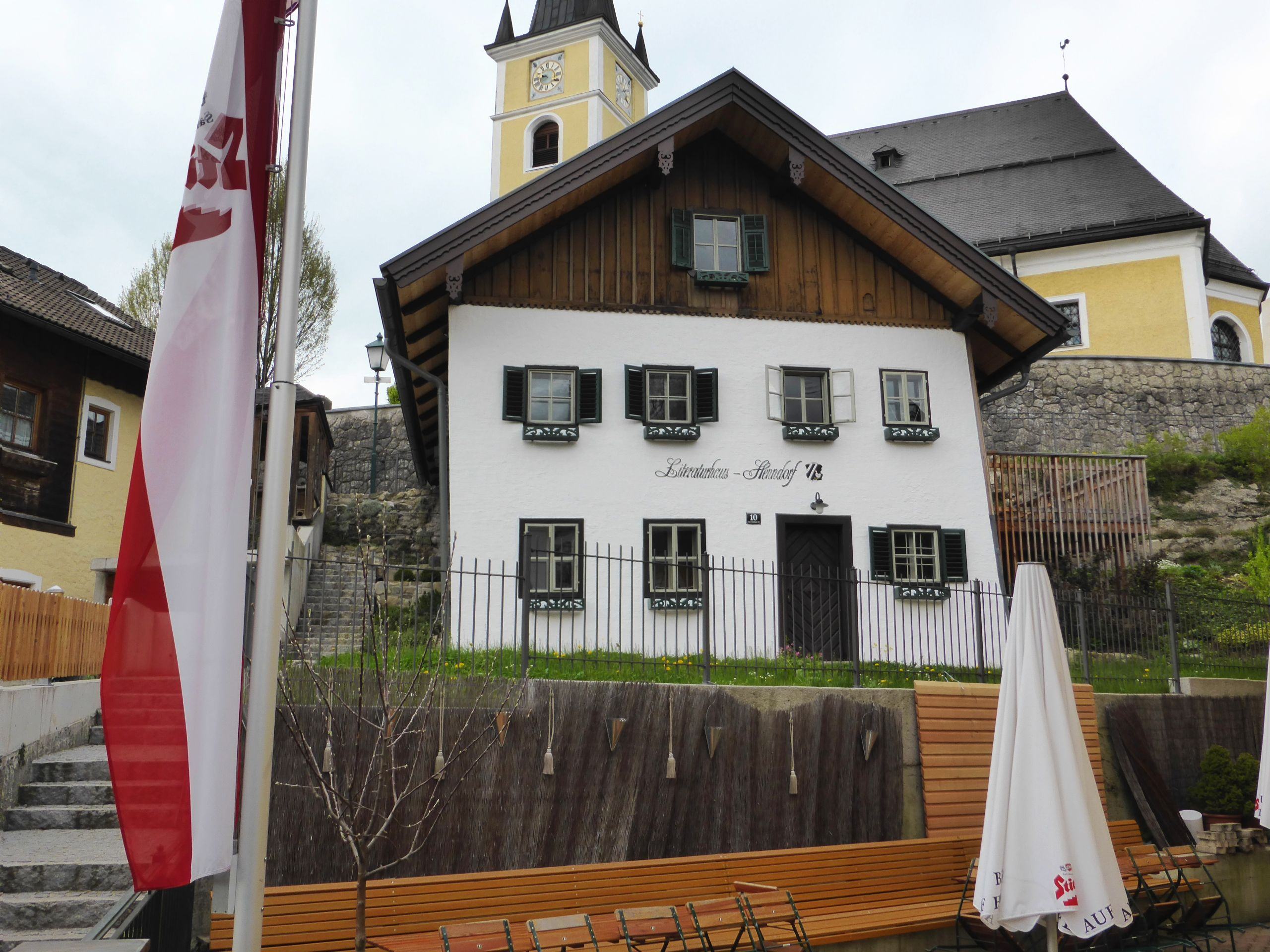
Literaturhaus Henndorf

Das Literaturhaus Henndorf steht in der Gemeinde Henndorf am Wallersee im Land Salzburg. Das Geburtshaus des Dichters Johannes Freumbichler (1881–1949) wird als Literaturhaus genutzt. Das ehemalige Bürgerhaus steht unter Denkmalschutz.
Das zweigeschoßige gemauerte Haus unter einem Satteldach zeigt einen gebretterten Giebel. Es steht etwas unterhalb der Pfarrkirche Henndorf neben einem getreppten Aufgang zur Kirche.
Neben Lesungen und Veranstaltungen versteht sich das Literaturhaus auch als Museum und Archiv zum Henndorfer Kreis.